# 594.
◄ | 5. stoljeće | 6. stoljeće | 7. stoljeće | ►
◄ | 560-ih | 570-ih | 580-ih | 590-ih | 600-ih | 610-ih | 620-ih | ►
◄◄ | ◄ | 591. | 592. | 593. | 594. | 595. | 596. | 597. | ► | ►►
Astronomija • Književnost • Kršćanstvo • Pravo • Promet

## Smrti
- 17. studenog – Grgur iz Toursa, svetac

## Vanjske poveznice
|  | Zajednički poslužitelj ima još gradiva o temi 594. |